# إبراهيم ذيب
إبراهيم ذيب (مواليد 6 يوليو 1993) هو لاعب كرة قدم جزائري محترف، يلعب لصالح نادي شباب قسنطينة في الرابطة الجزائرية المحترفة الأولى.

## المسيرة
في عام 2020، وقع إبراهيم ذيب عقدًا مع نادي شباب قسنطينة.